# 신길교통
신길교통(新吉交通)은 서울특별시 양천구 월정로 117 (신월동)에 있는 서울특별시의 시내버스 운송 업체이다.

## 역사
1970년대 ~ 1980년대
- 1970년 8월 11일: 운행 인가를 받아 세원버스(世原―)로 설립되었다.
- 1973년 5월 5일: 어린이대공원 개장으로 우성교통 88번 (남성동 - 중곡동) 노선을 세원버스에서 양도받아 588번으로 번호 변경 후 어린이대공원 - 서울역 노선으로 변경운행.
- 영업소 변경, 사명변경: 기존 도시형버스 588번 (현 604번) 노선이 신길동으로 영업소가 이전, 588번 노선이 신길동 - 어린이대공원으로 변경운행하면서 신길운수로 사명이 변경되었다.
- 1980년대: 화곡동으로 차고지를 옮기면서 588번이 화곡동 - 어린이대공원 노선으로 운행하다 잠실지역 개발로 풍납동까지 운행, 588번이 화곡동 - 잠실역 구간으로 운행하다가 이후 왕십리역, 동대문운동장역, 스카라 순으로 단축
- 1985년: 보성운수에서 도시형버스 106번(시흥동 ↔ 영등포)을 인수받았다.
- 1987년 5월 27일: 588-1번이 부천시 지역에 연장하였으며, 588-1번에서 분리 신설한 588-2번 (송내역 ↔ 제일은행 본점, 현 606번) 신설.
- 1988년: 남부운수(현 범일운수)와 공동배차 운행하던 좌석버스 62번(훗날 간선버스 607번, 현 간선버스 673번)이 본 회사 단독운행으로 변경과 동시에 남부운수로부터 좌석버스 62번 공동배차분 차량을 인수받았다.

1990년대 ~ 2004년 서울특별시 버스 개편 이전
- 1990년: 부천시 상동에 영업소의 완공으로 원종동 임시 차고지에 주박하던 도시형버스 588-2번 (현 606번) 상동차고지로 연장
- 1990년 6월 4일: 좌석버스 62번 (현 673번)에서 노선 분리한 상동 ~ 부천역 ~ 춘의사거리 ~ 고강동 ~ 성산대교 ~ 연대앞 ~ 광화문 ~ 시청 구간을 운행하는 62-1번 (현 661번) 노선 신설.[1]
- 1994년: 기존 신월동 - 서울시청을 운행하던 좌석버스 62번 노선이 상동신도시 입주와 더불어 상동 영업소로 연장하였다.
- 1997년: 588번 노선의 동일 번호, 노선의 좌석버스 운행하다 폐선하면서 회차를 좌석버스 회차 방식으로 변경, 588-2번 노선이 일부 변경됨. 기존 제일은행 본점에서 조계사 경유, 종로1가 회차방식으로 변경.

2004년 서울특별시 버스 개편 이후
- 2004년 7월 1일: 2004년 서울특별시 버스 개편 당시 기존 버스 번호가 변경되었으며 신길운수는 한국비알티자동차에 지분을 출자하였다. 또한 지역순환버스 488번 (현 6625번) 노선을 중부운수로 양도하였으며 순환버스 41번을 신설하였다.
- 2004년 12월 1일: 광역버스 9601번이 기존 연세대학교 앞 경유 노선을 여의도, 마포역, 공덕역 경유로 노선이 변경되었다.
- 2005년 3월 31일: 광역버스 9601번이 간선버스 661번으로 형간 전환 및 종점을 광화문역에서 여의도로 노선이 단축되었다.
- 2005년 4월 10일: 순환버스 41번 운행을 철수하였다. (현재 대원교통에서 운행 중.)
- 2005년 12월 30일: 지선버스 6634번을 간선버스 652번으로 형간 전환 (시흥대로 중앙버스전용차로 개통일)과 동시에 종점을 석수역으로 연장하였다.
- 2006년 1월: 신월동 영업소 내 차량을 전부 천연가스버스로 대차되었다.
- 2008년 10월 21일:상동 영업소 내 기존 디젤 차량을 천연가스버스로 대차함과 동시에 신길천연가스를 설립해 천연 가스 충전소를 상동 영업소 내에 설치하여 부천시내버스, 인천시내버스 회사들에게 천연가스 판매를 시작하였다.
- 2008년 10월 25일: 광역버스 9600번과 지선버스 6711번이 노선 통합을 하여 607번 간선버스로 운행 시작.
- 2008년 11월 5일: 661번 로얄럭셔리 대차와 동시에 BS110CN 신차로 운행하였다.
- 2008년 11월 11일: 상동 영업소를 부천지점으로 승격, 등기하였다.
- 2010년 8월 21일: 영인운수와 공동 배차하는 653번 간선버스 노선 신설로 인하여 652번에서 차량 4대를 감차하였다.
- 2010년 8월 24일: 신길운수 회장의 친인척 관계인 만리공업사 (자일대우버스 서울정비공장) 회장이 별세하면서 만리공업사를 인수하여 계열사로 편입하였다.
- 2011년 8월 25일: 661번 노선의 기존 강서구청 구간이 발산역, KBS 88체육관 경유로 변경되었다.
- 2011년 11월: 부천시 고강동에 위치한 고강공영차고지 설립 지분을 출자하여 10% 고강공영차고지 지분을 보유하고 있다. (현재 대주주는 청우운수이지만, 주요 주주로는 신길교통과 소신여객과 함께 총 1개의 대주주, 2개의 주주가 관리한다. 따라서 신월동 본사 신길교통 차량들이 이 곳에 와서 가스 충전을 한다.)
- 2012년 3월 16일: 607번 노선이 기존 광화문역 - 서소문 구간 단축, 673번으로 번호가 변경되어 운행한다.
- 2012년 8월 28일: 652번 노선이 기존 석수역에서 독산사거리로 단축되었다.
- 2013년 3월 19일: 661번 노선이 기존 여의도에서 영등포역으로 단축되었다.
- 2016년 3월 1일: 673번 노선이 기존 등촌역 - 염창역 - 성산대교 - 마포구청 구간을 마포고등학교 - 가양대교 - 디지털미디어시티 - 성산2교 구간으로 변경되었다.[2]
- 2016년 4월 30일: 673번 노선이 이대부고 방면 한정 송내역 환승센터를 경유한다.[3]
- 2017년 3월 25일: 삼화상운 163번 노선이 연세대학교로 단축되면서 173번으로 노선 번호가 변경됨에 따라, 단축 구간을 활용하여 간선버스 674번 노선 신설. 보광교통과 공동 배차로 운행 개시하였다.
- 2021년 12월 7일: 사모펀드 '차파트너스'에 피인수.
- 2022년 1월 1일: 사명이 신길운수에서 신길교통으로 변경.

## 특징
신길교통은 현재 총 일곱 개의 간선버스 노선을 운영하고 있다. 현재 서울특별시 양천구 월정로 117 (신월동) 본사와 경기도 부천시 부일로 158 (상동) 영업소가 있으며, 상동 영업소 내에 천연 가스 충전소가 설치되어 있어 부일교통, 소신여객, 도원교통, 해성운수, 세운교통 등 인천시내버스와 부천시내버스 업체에게 판매도 하고 있다.

## 운행 노선
2023년 5월 13일 기준이다.
| 운행노선 | 운행구간  | 운행구간 | 운행구간         | 배차간격 (분) | 인가 대수 | 비고                                                                   |
| -------- | --------- | -------- | ---------------- | ------------- | --------- | ---------------------------------------------------------------------- |
| 604번    | 신월동    | ↔        | 중구청           | 7~14          | 21        | 구 588번                                                               |
| 606번    | 부천 상동 | ↔        | 조계사           | 9~17          | 22        | 구 588-2번                                                             |
| 652번    | 신월동    | ↔        | 금천우체국       | 6~12          | 27        | 구 106번과 388번 통합. 구 6634번                                       |
| 653번    | 외발산동  | ↔        | 가산디지털단지역 | 6~12          | 6         | 2010년 8월 21일 신설. 영인운수와 공동배차로 운행한다.                  |
| 661번    | 부천 상동 | ↔        | 신세계백화점     | 10~20         | 18        | 구 62-1번 좌석버스. 구 9601번 단축                                     |
| 673번    | 부천 상동 | ↔        | 이대부고         | 10~20         | 17        | 구 588-1번인 6711번과 구 62번 좌석버스인 9600번을 통합한 구 607번 단축 |
| 674번    | 신월동    | ↔        | 연세대학교       | 6~12          | 7         | 2017년 3월 25일 신설. 보광교통과 공동배차로 운행한다.                  |

## 과거 노선 (변경 / 통폐합 등)
| 운행노선 | 운행구간     | 운행구간 | 운행구간     | 비고 |
| -------- | ------------ | -------- | ------------ | --- |
| 41번     | 종합운동장역 | ↔        | 종합운동장역 | 동성교통, 동아운수, 신성교통과 공동배차로 운행하다가 2005년 4월 10일 한국비알티자동차에 인수된 이후 2006년 4월 10일 폐선 |
| 607번    | 상동         | ↔        | 광화문역     | 구 6711, 9600번 통합. 2012년 3월 16일 이화여자대학교 사범대학 부속 이화·금란고등학교로 단축, 673번으로 변경              |
| 6634번   | 신월동       | ↔        | 시흥동       | 구 388번. 2005년 12월 30일 노선 연장과 함께 652번으로 형간전환                                                           |
| 6711번   | 상동         | ↔        | 지하 신촌역  | 구 588-1번. 9600번과 노선 통합·607번으로 형간전환                                                                        |
| 8663번   | 가양역       | →        | 여의도역     | 평일 출근 편도 노선. 2015년 2월 26일 ~ 2016년 10월 31일                                                                  |
| 9600번   | 상동         | ↔        | 광화문역     | 구 62번 좌석. 2008년 10월 25일 6711번과 노선 통합과 함께 607번으로 형간전환                                              |
| 9601번   | 상동         | ↔        | 서울특별시청 | 구 62-1번 좌석. 2005년 3월 31일 노선 단축과 함께 661번으로 형간전환                                                      |

## 사업장 현황
- 본사 : 서울특별시 양천구 월정로 117 (신월동)
- 영업소 : 경기도 부천시 부일로 158 (상동)

## 보유 차량

#### 현대자동차
- 현대 뉴 슈퍼 에어로시티
- 현대 저상 뉴 슈퍼 에어로시티

## 갤러리

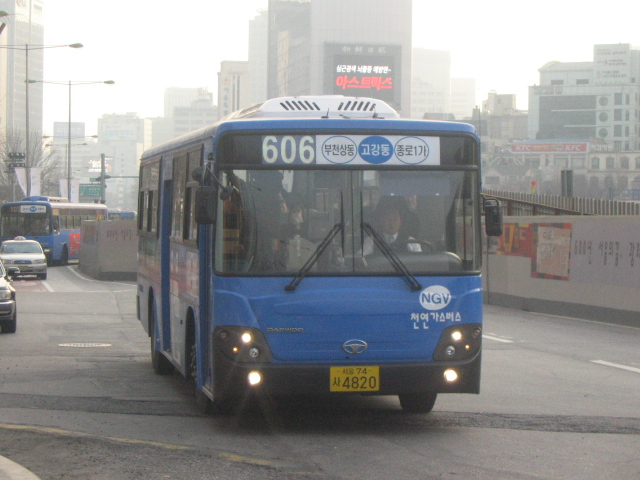
서울시내버스 606번
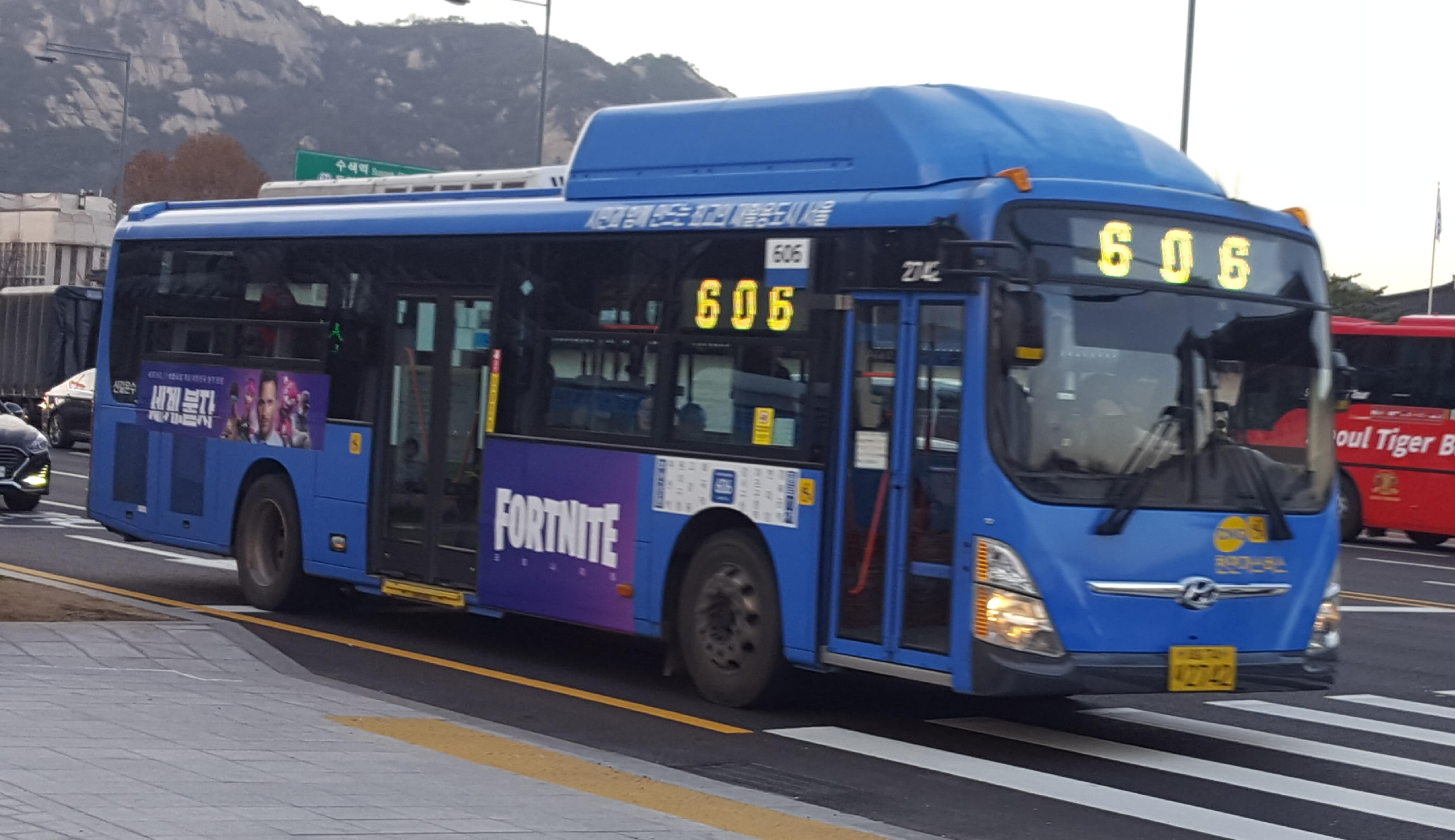
서울시내버스 606번
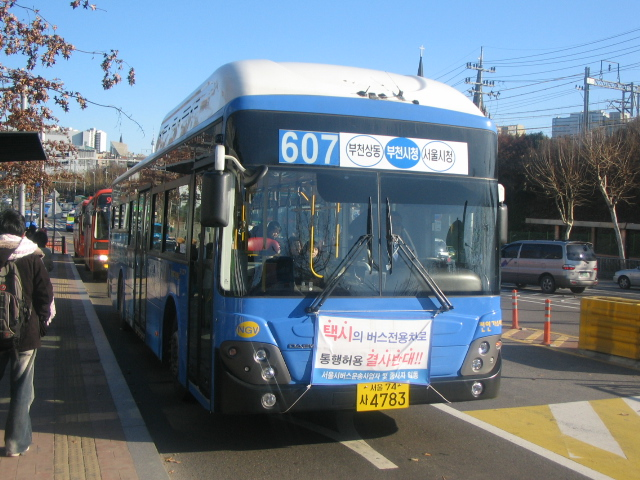
서울시내버스 구 607번 (현 서울시내버스 673번)
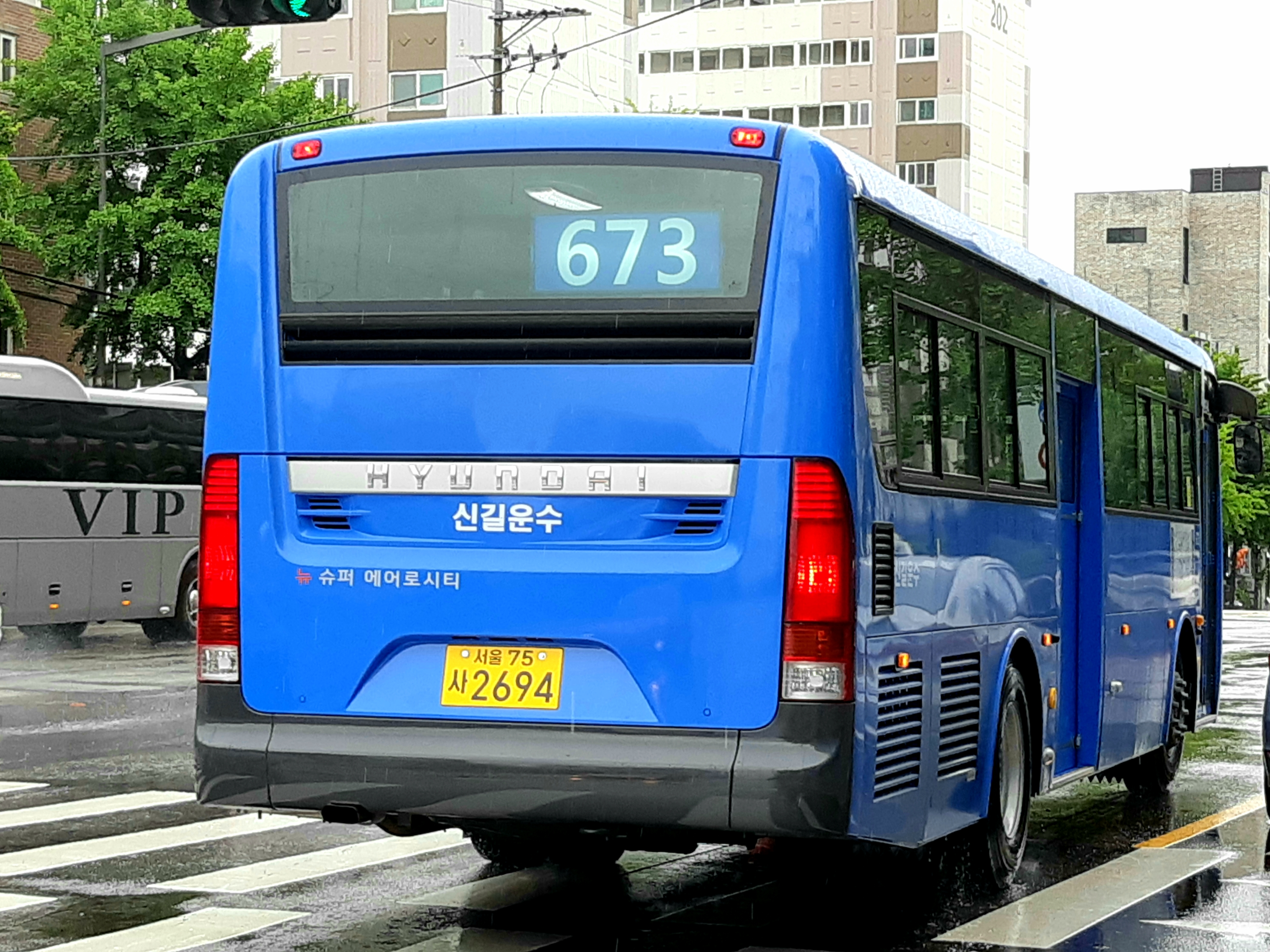
서울시내버스 673번